# Гурам Тушишвили
Гурам Тушишвили (рођен 5. фебруара 1995.) је грузијски џудиста који је освојио златну медаљу на Светском првенству у џудоу 2018. у Бакуу у мушкој дисциплини преко 100 кг. Претходно је освојио златну медаљу на Европском првенству у џудоу 2017. у Варшави у мушкој дисциплини преко 100 кг. 2020. године, Тушишвили је освојио једну од бронзаних медаља у мушкој дисциплини преко 100 кг на Европском првенству у џудоу 2020. у Прагу.
2021. године, Тушишвили се такмичио у мушкој дисциплини преко 100 кг на Светском мастерсу у џудоу 2021. одржаном у Дохи. Освојио је златну медаљу у својој дисциплини на Гранд слему у џудоу у Тел Авиву 2022. године.
Дана 25. марта 2019. године, Међународна џудо федерација га је дисквалификовала са било ког такмичења на два месеца након учешћа у другом рангираном борбеном спорту, што је забрањено за рангиране џудисте.
Тушишвили је учествовао на Летњим олимпијским играма 2024. у Паризу, али је дисквалификован због неспортског понашања током четвртфинала против Француског Тедија Рајнера, што га је учинило неподобним да се такмичи ни у једној дисциплини за грузијску репрезентацију до краја Олимпијских игара. Инцидент се догодио када је Тушишвили безуспешно покушао да баци Ринера, што је резултирало тиме да је Тушишвили пао на леђа на струњачу, док је Ринер приликом бацања Гурама ухватио за врат. Тушишвили је реаговао гурајући ногом у Ринерове препоне, доводећи неодустајућег Ринера на струњачу. Тушишвили је потом љутито гестикулирао руком испред Ринеровог лица, а када је Ринер кренуо да устане, Тушишвили је гурнуо колено у Ринерове груди, враћајући Ринера на струњачу.